# 高副机构
高副机构（higher pair）或簡稱作高副，在機械工程中，指的是機構的两构件通过点或线的接触而构成的运动副。例如齒輪副和凸輪副就屬於高副機構。相對而言，通過面的接觸而構成的，叫作低副機構。